# Грех (фильм, 1991)
«Грех» (укр. Гріх) — двухсерийный украинский телевизионный фильм в жанре психологическая кинодрама режиссёра Олега Биймы, снятый на студии «Укртелефильм» в 1991 году по мотивам одноимённой пьесы Владимира Винниченко.

## Сюжет фильма
1916 год. Киев. Молодая женщина оказывается в круговороте событий накануне революции. Главная героиня — революционерка Мария Ляшковская считает, что в современном мире нет такого понятия, как «грех», что это пережитки «старого мира». Но в течение фильма она вынуждена изменить своё мнение. «Маленький грех» — предательство товарищей-революционеров ради благородной цели — спасения из заключения любимого мужчины приводит к неожиданным для неё последствиям: Мария попадает в зависимость к следователю, потому что, боясь разоблачения, вынуждена выполнять все его желания, выдавать по одному своих товарищей, обманывать друзей и самого любимого, которые разыскивают предателя.

## В ролях
- Наталья Егорова — Мария Андреевна Ляшковская
- Богдан Ступка — Сталинский, высокопоставленный жандармский начальник
- Борис Невзоров — Иван Чоботарь, муж Нины, инженер, участник революционной деятельности
- Елена Борзова — Нина Чоботарь, жена Ивана, институтская подруга Марии
- Людмила Аринина — Елена Карповна, тётя Нины
- Людмила Смородина — Стефа, служанка Ляшковских
- Алексей Богданович — Михась Середчук, студент, революционер
- Константин Степанков — Середчук-старший, отец Михася
- Ярослав Гаврилюк — Ангелок
- Зинаида Дехтярёва — Тина Ляшковская, мать Станислава Ляшковского
- Виталий Полусмак — Станислав Ляшковский, муж Марии
- Анатолий Юрченко — Ноздря, жандарм, бывший машинист
- Сергей Дашевский — Филер

### В эпизодах
- Татьяна Антонова
- Елена Блинникова
- Алексей Довгань
- Леся Завистовская
- Михаил Игнатов — жандарм
- Тарас Кирейко
- Юрий Критенко — пан Шпарчук
- Людмила Кузьмина — многодетная мать
- К. Лубковская
- Николай Малашенко
- Анатолий Пашнин
- Юрий Мысенков
- Борис Александров — жандарм
- Анатолий Переверзев
- Вероника Переверзева
- Александр Пархоменко — сотрудник полиции
- Наталия Полищук
- Сергей Сибель — важный чиновник убитый в театре
- Борис Триус
- Алла Усенко
- И. Хереско
- В. Шайдуров

## Съёмочная группа
- Авторы сценария:
  - Тамара Бойко
  - Олег Бийма
- Режиссёр-постановщик: Олег Бийма
- Оператор-постановщик: Алексей Зоценко
- Художник-постановщик: Алла Кириченко
- Художник комбинированных съёмок: Виталий Клебановский
- Композитор: Владимир Гронский
- Государственный симфонический оркестр УССР
  - Дирижёр: Владимир Сиренко
- Группа каскадёров под управлением О. Филатова
- Администратор: Сергей Саакян
- Директор фильма: Людмила Стародубцева

## Награды и премии
- 1991 — Золотая медаль на кинофестивале в Саратове

## Факты
- В фильме прозвучал отрывок из оперы Дж. Пуччини Тоска в исполнении Н. Козятинской и оркестра Львовского театра оперы и балета им. И. Франка (дирижёр Игорь Лацанич)
- Романс на стихи Александра Олеся исполняет Л. Криворотова